# Tetratoma japonica
Tetratoma japonica là một loài bọ cánh cứng trong họ Tetratomidae. Loài này được Miyatake miêu tả khoa học đầu tiên năm 1955.